# Klovski Descent 7A
Klovski Descent 7A (Кловський узвіз, 7) est un gratte-ciel situé à Kiev, la capitale de l'Ukraine. Avec 168 mètres et 47 étages, achevé en 2012, il est ainsi le plus haut bâtiment du pays. Il a été conçu par le cabinet d'architecte Arhitekturna Spilka et Architectural Studio of Sergey Babushkin (qui a également conçu Parus et Gulliver).

## Sources
- (en) La Klovski Descent 7A sur skyscrapercenter.com